# Glacier Byrd
Le glacier Byrd est un courant glaciaire situé en Antarctique. Il a été nommé d'après Richard Byrd. Il mesure environ 136 km de long pour 24 km de large.